# 鯖江站
鯖江站（日语：／ Sabae eki）是位於福井縣鯖江市日之出町，屬於福井幸福鐵道的Hapi-line Fukui線車站。

## 概要
此站是位於福井縣嶺北地方的中心位置，也是該地區的中心車站。在JR經營年代的特急列車中，所有「白鷺」和約半數「雷鳥」皆在此站停靠。此站過往亦曾經可轉乘福井鐵道鯖浦線，現時為福井幸福鐵道快速列車的停車站。

## 車站構造

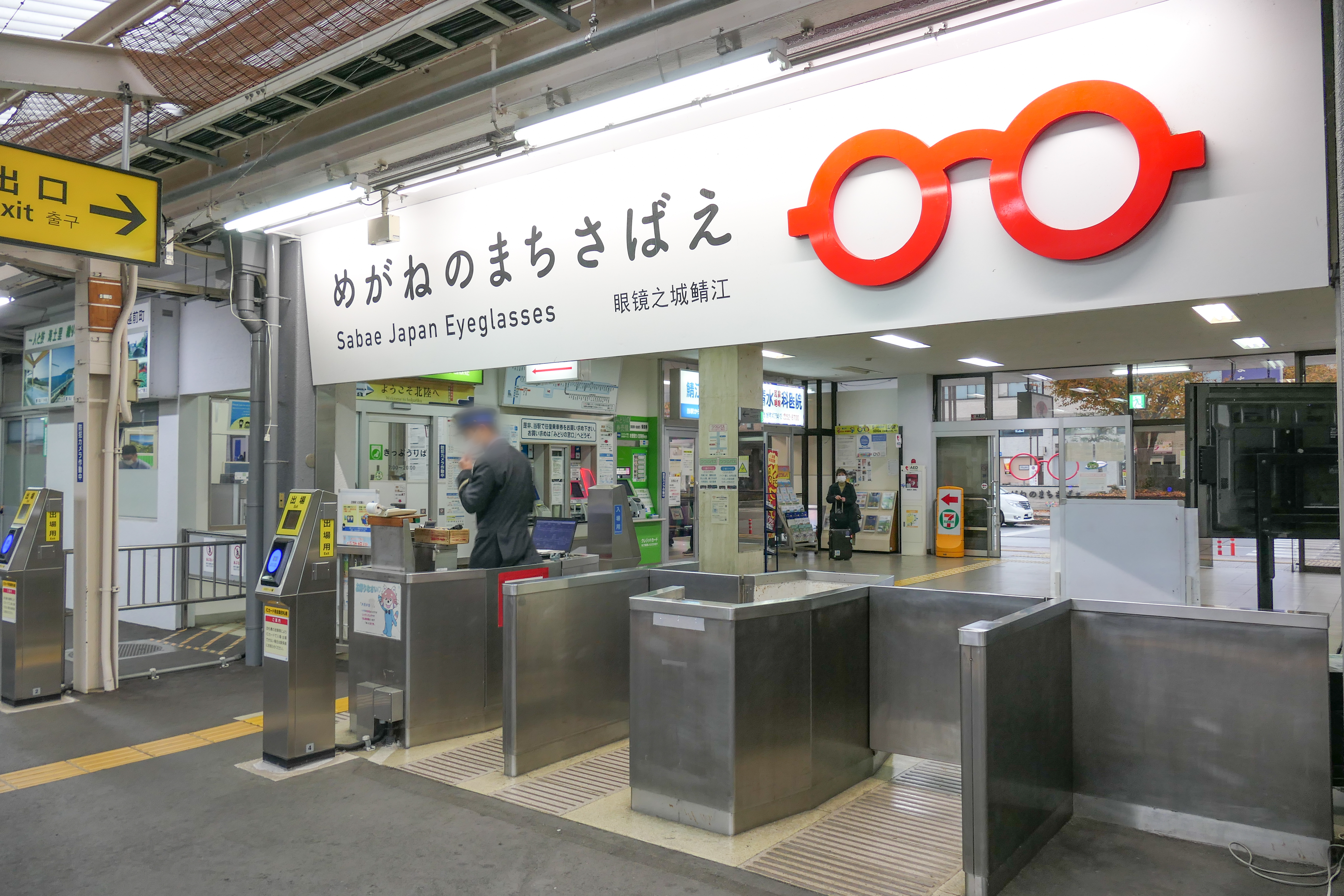
驗票閘口（202年11月）
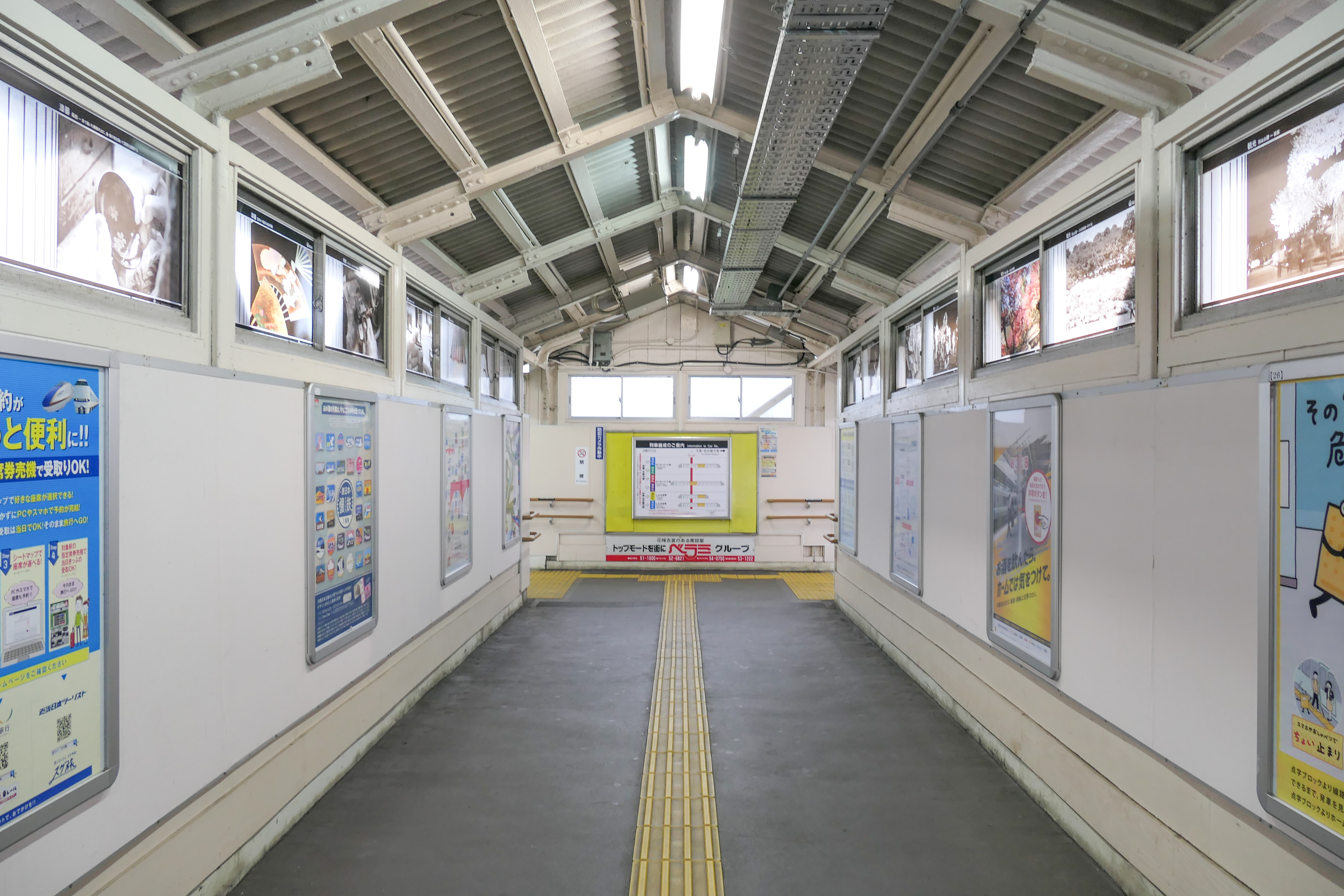
跨線天橋（2022年11月）
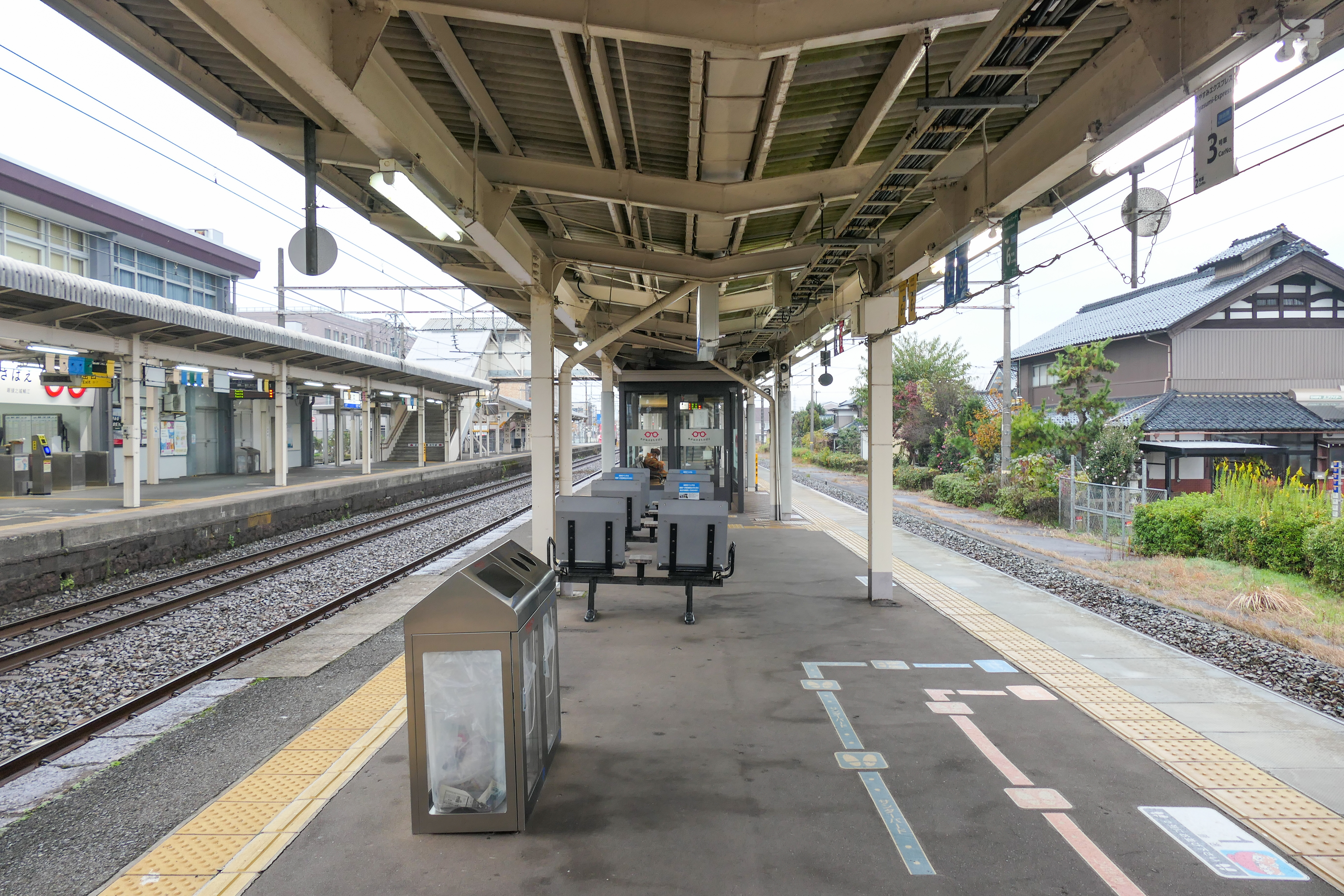
1號月台（2022年11月）
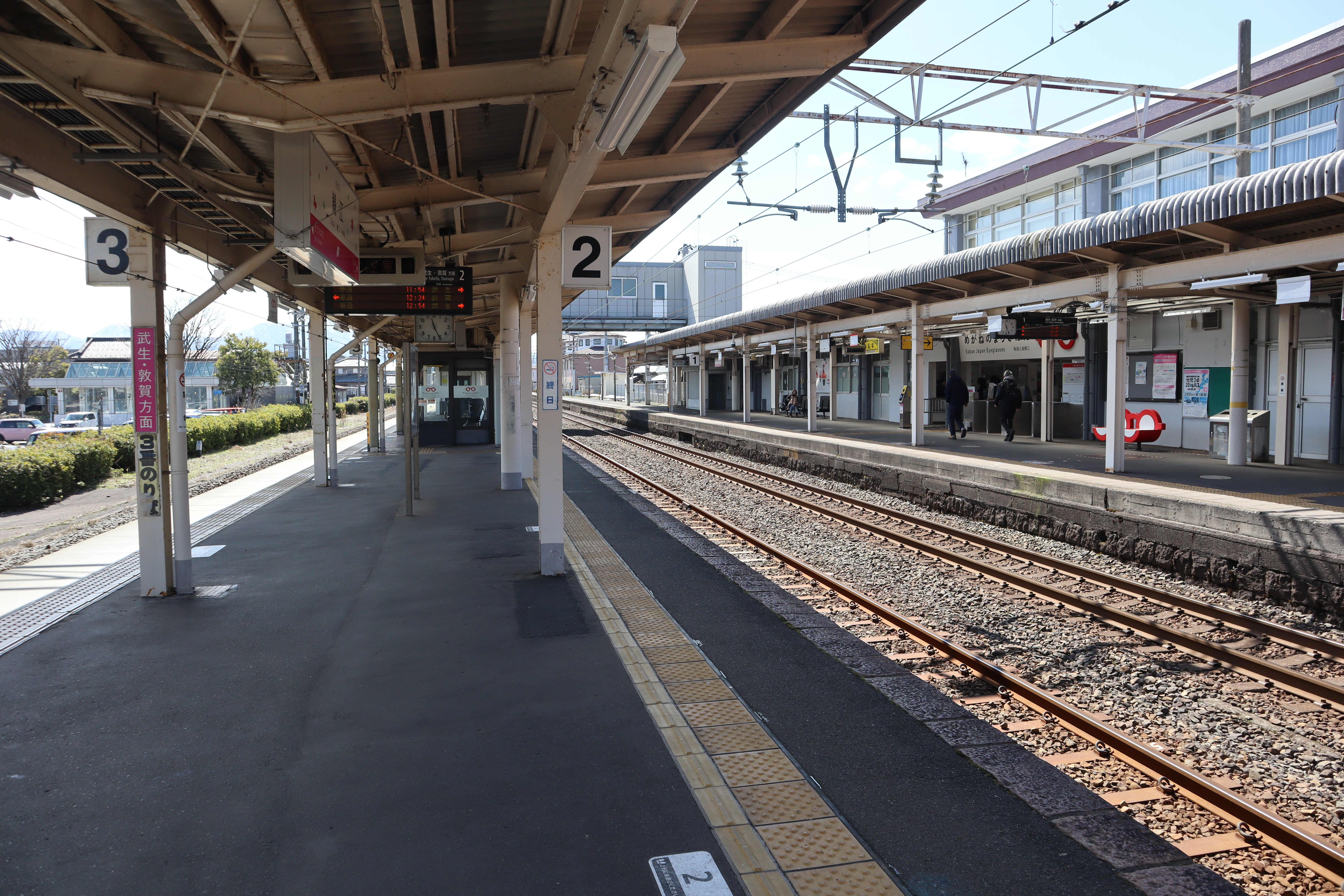
2號與3號月台（2025年3月）

此站是地面車站，設有1面1線的單式月台和1面2線的島式月台，共有2面3線月台。月台可容納12卡車廂。1號月台（單式月台）位於車站西邊的驗票閘口處，各月台之間則透過跨線橋連接。2號與3號月台上設有候車室。2號月台主要用作普通列車待避特急列車之用。而此站的站房車是一座2層高的建築物。
此站是由JR西日本金澤分社福井地域鐵道部管理的直營車站。站內設有綠色窗口，綠色售票機、觸控面板式自動售票機（可使用IC卡支付）、簡易閘機、室內候車室、商店（7-11Kiosk）、列車出發顯示屏和化妝室（廁所）。
車站2樓曾經設有食肆（今庄蕎麥），現已關閉，並成為圖書館和咖啡廳，一個名為「車站圖畫館 tetote」的地方。廁所位於閘口內和閘口外兩處，閘內的廁所可供輪椅人士使用。在車站大樓內也設有鯖江市觀光詢問處，但是該處設有另一入口。由於當地的特產是馬林巴，因此車站音樂使用了利用馬林巴演奏的音樂。
2000年12月15日至2017年3月12日之間，1號月台的進站音樂為「米老鼠3月」，2、3號月台為「鄰家的龍貓」。2017年3月13日首班車起，車站開始使用自動廣播，同時由於發車音樂使用了馬林巴演奏的原創音樂，所以進站音樂不再使用馬林巴的音樂。

### 月台
| 月台 | 路線               | 上下行 | 方向           | 備註                |
| ---- | ------------------ | ------ | -------------- | ------------------- |
| 1    | ■Hapi-line Fukui線 | 下行   | 福井、金澤方向 | 待避列車使用2號月台 |
| 2、3 | ■Hapi-line Fukui線 | 上行   | 敦賀方向       | 待避列車使用2號月台 |

- 在列車運輸指令上，1號月台為「下行本線」，2號月台為「中線」，3號月台為「上行本線」。特急、急行列車使用1、3號月台。

## 歷史
- 1896年7月15日：官設鐵道北陸線敦賀站至福井站之間開業，此站啟用，為一般車站。
- 1909年10月12日：制定路線名稱，此站成為北陸本線車站。
- 1975年3月10日：終止貨物起卸業務（成為旅客車站）。
- 1986年11月1日：終止行李起卸業務。
- 1987年4月1日：伴隨國鐵分割民營化，車站由西日本旅客鐵道（JR西日本）營運。
- 2003年10月1日：所有特急「白鷺」均停靠此站。
- 2004年10月16日：所有特急「雷鳥」均停靠此站（「雷鳥」號列車指是漢字的「雷鳥」號列車，並不是使用片假名的「サンダーバード」號列車，還有「サンダーバード」號列車通過此站）。
- 2017年3月13日：發車音樂改用由平岡愛子作曲，使用馬林巴演奏的原創歌曲[2]。
- 2018年9月15日：此站可以使用ICOCA[1][3]。
- 2024年3月16日：隨北陸新幹線延伸至敦賀，車站改由福井幸福鐵道營運。

## 使用狀況
根據「福井縣統計年鑑」，在2018年（平成30年）度，1日平均乘車人次為2,349人。以下列出近年1日平均乘車人次：
| 年度   | 一日平均 乘車人次 |
| ------ | ----------------- |
| 1997年 | 1,914             |
| 1998年 | 1,939             |
| 1999年 | 1,977             |
| 2000年 | 2,001             |
| 2001年 | 1,996             |
| 2002年 | 1,964             |
| 2003年 | 2,001             |
| 2004年 | 2,019             |
| 2005年 | 2,032             |
| 2006年 | 1,994             |
| 2007年 | 2,018             |
| 2008年 | 2,067             |
| 2009年 | 1,946             |
| 2010年 | 1,986             |
| 2011年 | 2,034             |
| 2012年 | 2,051             |
| 2013年 | 2,026             |
| 2014年 | 2,015             |
| 2015年 | 2,111             |
| 2016年 | 2,263             |
| 2017年 | 2,283             |
| 2018年 | 2,349             |

此站鄰近「Sundome福井」，在該處舉行活動時，此站會十分繁忙，並會實施人流管制。
在設有臨時列車運行時，快速型特急雷鳥會臨時停靠此站。

## 車站周邊
車站只有西邊的出口，在車站東邊進入車站時，行人和單車使用行人隧道，而車輛需要繞過車站。
站前（西邊）有一座停車場，在一段時間內免費停泊，隨後開始按時間收費。在車站東邊設有3座停車場，均需要按時間收費，另外設有停泊單車場。
站前（西邊）設有本町商店街，為舊城區。站後（東邊）方多為住宅區。此站為鯖江市代表車站。
在站前設有多間的士公司等待乘客，包括相互的士、相馬的士和鯖江的士。
在1995年（平成7年）10月，由於世界競技體操錦標賽在鯖江舉行，此站部分設施經過翻新。
福井鐵道福武線西鯖江站位於此站以西約800米處。
車站大樓周邊設有商務酒店、食肆和便利店。在車站大樓內的7-11Kiosk營業時間為6:40〜20:00。

## 福井鐵道 鯖江站

### 車站構造
車站詳細構造不詳。乘車處位於國鐵鯖江站1號月台對面。閘口業務委托國鐵負責。

### 歷史
- 1929年（昭和4年）4月1日 - 鯖浦電氣鐵道線（後來為福井鐵道鯖浦線（日语：南越線））此站至東鯖江（日语：東鯖江駅）之間開業，此站啟用。[7]
- 1945年（昭和20年）8月1日 - 隨著公司合併，成為福井鐵道鯖浦線車站。
- 1962年（昭和37年）1月25日 - 由於進行北陸本線雙線和電氣化工程，鯖江至水落信號所之間廢止。

### 車站遺址
車站現時成為了停泊單車場。

## 相鄰車站
Hapi-line Fukui
■Hapi-line Fukui線
快速
武生－鯖江－福井
普通
武生－鯖江－北鯖江

### 曾經存在的路線
福井鐵道
鯖浦線
鯖江－東鯖江

## 外部連結
- 鯖江站 - Hapi-line Fukui（日語）